# Conrad Paumann

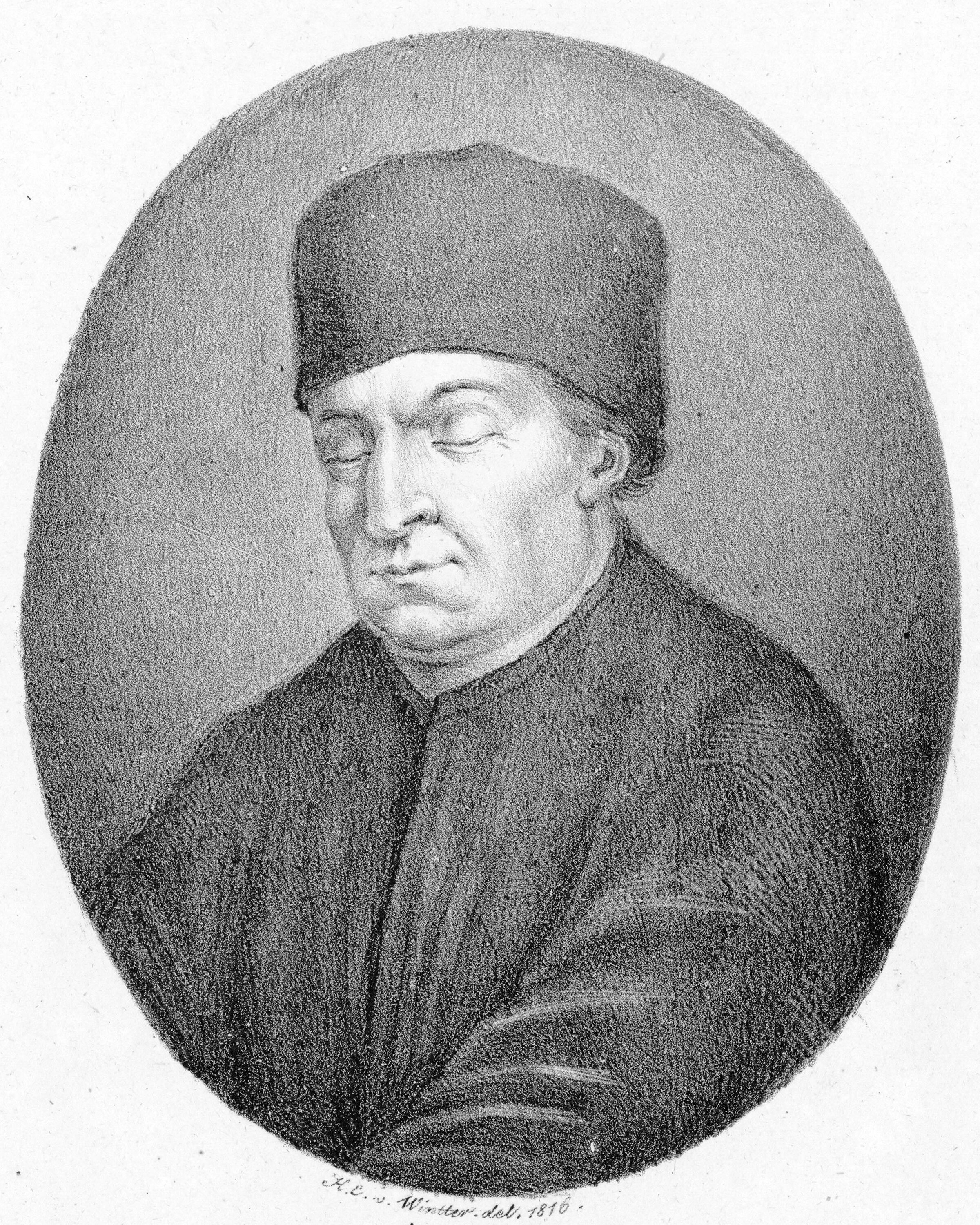
Conrad Paumann

Conrad Paumann (Neurenberg, tussen 1409 en 1415 - München, 1473) was een Duitse organist en componist.

## Leven
Zijn precieze geboortejaar is onbekend, maar wordt meestal in 1409 of 1410/1415 geplaatst. Sinds zijn geboorte was hij blind. Hij zou afkomstig zijn uit een familie van handwerklieden. Zijn muzikale begaafdheid moet op vroege leeftijd zijn ontdekt, want hij kreeg een uitstekende en door aristocratische broodheren ondersteunde opleiding. In 1447 werd hij stadsorganist in Neurenberg. Dat de raadheren hem waardeerden kunnen we afleiden uit het feit dat ze lieten uitvaardigen dat hij niet zonder hun toestemming de stad mocht verlaten.
Zo rebels als begaafd, verliet hij wat waarschijnlijk een verstikkende omgeving was en trok in alle stilte omstreeks 1450/1451 naar München, waar hij onmiddellijk als hoforganist in dienst werd genomen door de Beierse hertogen Ernest, Willem III en Albrecht III. Van hertog Albrecht III kreeg hij een huis. München bleef zijn officiële woonplaats voor de rest van zijn leven, al ging hij intensief reizen.
Ofschoon hij als hoforganist werd aangesteld, toonde hij hier ongetwijfeld evenzeer zijn veelzijdige competentie als bespeler van verschillende instrumenten: zo toont het reliëf in de Frauenkirche van München een luit, een blokfluit, een harp, een vedel en een portatieforgel (het orgel was toen nog niet het zuivere kerkinstrument dat het nu is). In de laatste levensjaren was hij organist aan de Frauenkirche.
Hoewel nauwkeurige gegevens over zijn reizen niet voorhanden zijn, waren die klaarblijkelijk talrijk en overal werd hij met bewondering ontvangen; zijn roem als uitvoerder en componist groeiden gestadig. Vanuit Milaan en Napels werden hem aantrekkelijke voorstellen gedaan om een betrekking aan te nemen. Zijn reizen in Italië vonden vermoedelijk omstreeks 1470 plaats, toen de Milanese Sforza's begonnen waren hun hofkapel uit te bouwen tot een van de meest indrukwekkende centra voor het muziekleven in Europa: Josquin Desprez, Loyset Compère, Alexander Agricola en anderen waren daar allemaal; sommigen hoorden hem mogelijk spelen en hebben misschien muzikale ideeën uitgewisseld. In Mantua werd hij geridderd; in Landshut speelde hij voor de Bourgondische hertog Filips de Goede; in Regensburg speelde hij voor keizer Frederik III. In die tijd waren ook vele jongeren bij hem in de leer. Ontegensprekelijk hield zijn invloed ook verband met de ontwikkelingen in Duitsland op het gebied van het orgelspel en van het repertoire voor dat instrument; een traditie die culmineerde in het werk van Johann Sebastian Bach.

## Waardering

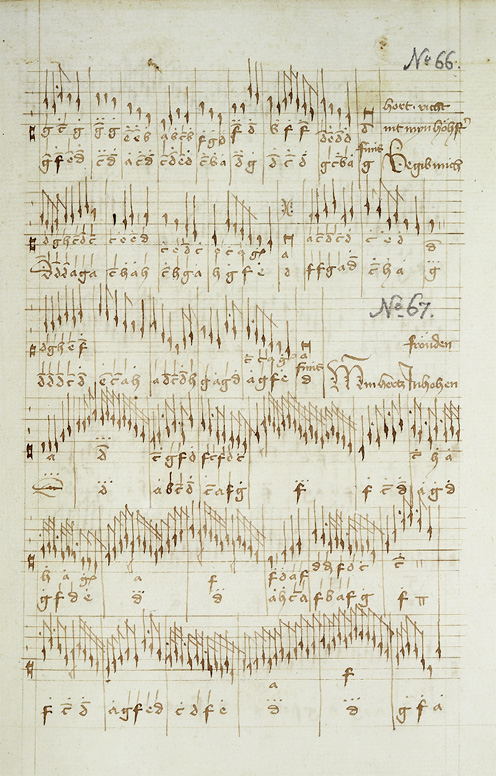
Buxheimer Orgelbuch

In zijn tijd was Paumann waarschijnlijk de meest beroemde en geachte muzikant van het Heilige Roomse Rijk. Hij gaf theoretische werken uit zoals het traktaat Fundamentum organisandi. Wat bewaard is gebleven van zijn composities, beperkt zich tot orgelwerken en liedbewerkingen, zoals overgeleverd in het Buxheimer Orgelbuch (dat in zijn omgeving zou zijn ontstaan) en in enkele andere verzamelhandschriften.
Afgezien van enkele middeleeuwse manuscripten, kan het epitaaf voor Conrad Paumann als de oudste getuige van het Münchense muziekleven worden beschouwd. Het is uit roodmarmer gemaakt en is sinds 1920 in een pilaar van de Frauenkirche onder de orgelgalerij ingemetseld, onmiddellijk naast het grote monument voor keizer Lodewijk IV. 
De tekst luidt:
an(no) mcccclxxiii an s. pauls be
keru(n)g abent ist gstarbn und hie
begrab(e)n der kunstreichist all
instrame(n)t un d' musica maister
Cunrad pawman ritter purti
g vo(n) nurnberg un plinter ge
boren dem got genad‘’
In vrije vertaling:
"In het jaar 1473 is, in de avond van Sint Paulus’ bekering, gestorven en hier begraven: de meest kundige meester van alle instrumenten en van de muziek, Conrad Paumann, ridder, geboortig van Neurenberg en blind geboren, God zij hem genadig."
.
Conrad Paumanns gave, zijn handicap, zijn instrument en zijn invloed herinneren aan Francesco Landini, de grote Italiaanse componist die honderd jaar eerder actief was.
Aangezien Paumann blind was, kan hij zijn muziek niet hebben genoteerd en heeft hij waarschijnlijk vooral geïmproviseerd. De uitvinding van de tabulatuur voor luit wordt hem in Duitsland toegeschreven; al kan het niet worden bewezen, mogelijk lijkt het wel, zowel vanwege Paumanns invloed als omwille van het gemak waarmee muziek in tabulatuur kan worden genoteerd.
De meeste muziek die van hem is bewaard is instrumentaal. Sommige werken zijn bijzonder virtuoos. Klaarblijkelijk was hij eraan gewoon zijn eigen muziek te spelen. Een enkel vocaal werk is bewaard gebleven, een driestemmig tenorlied Wiplich figur; stilistisch staat het dicht bij het idioom van de Nederlandse polyfonisten. Wellicht kende Paumann componisten uit de Nederlanden. Waarschijnlijk heeft hij er tijdens zijn reizen ontmoet, bijvoorbeeld tijdens zijn verblijf in Milaan.